# Ruta Nacional 196 (Japón)
La Ruta Nacional 196 (国道196号 Kokudō 196-gō?) es una ruta que comunica las ciudades de Saijo y Matsuyama, ambas en la Prefectura de Ehime.

## Características
Es una de las rutas principales que comunica el Distrito de Matsuyama (松山地区 Matsuyama-chiku?) y la Región de Toyo (東予地方 Tōyo-chihō?), atraviesa la segunda ciudad de la Prefectura de Ehime en cuanto a población, la Ciudad de Imabari, y empalma con la Autovía de Nishiseto.
La Ciudad de Matsuyama (específicamente hacia el sur del distrito Horie-cho) y el centro de la Ciudad de Imabari, son ambas zonas críticas para el tránsito vehicular. Incluso en el distrito Tani-machi de Matsuyama se extendía hasta hace poco, un tramo con un único carril, lo que contribuía a empeorar la situación. Sin embargo en la actualidad, gracias a varias obras de ensanchamiento y construcción de vías aliviadoras la situación ha mejorado considerablemente en ambos sentidos de circulación.
Por otra parte, el tramo que va desde el distrito Ooura de lo que fue la Ciudad de Hojo (actualmente es parte de la Ciudad de Matsuyama) hasta el distrito Oonishi-cho de la Ciudad de Imabari, es un tramo que tiene una excelente vista hacia el Mar Interior de Seto, razón por la cual es un importante cirucuito de paseo en automóvil.

## Detalles
- Distancia total：67,4km
- Punto de inicio: Ootemachi 1-chōme, Ciudad de Matsuyama
- Punto final: Komatsuchō Shinyashiki, Ciudad de Saijo

## Historia
- 1953: el 18 de mayo pasa a ser la Ruta Nacional Secundaria 196.
- 1965: el 1° de abril pasa a ser la Ruta Nacional 196.

## Ciudades que atraviesa
- Prefectura de Ehime
  - Ciudad de Matsuyama
  - Ciudad de Imabari
  - Ciudad de Saijo

## Principales empalmes
- Ruta Nacional 56 (Ciudad de Matsuyama)
- Ruta Nacional 437 (Ciudad de Matsuyama)
- Autovía de Nishiseto (Ciudad de Imabari)
- Ruta Nacional 317 (Ciudad de Imabari)
- Autovía Imabari-Komatsu (Ciudad de Imabari)
- Ruta Nacional 11 (Ciudad de Saijo)

- Datos: Q8191859
- Multimedia: Route 196 (Japan) / Q8191859